# Brachymeles talinis
Brachymeles talinis — вид сцинкоподібних ящірок родини сцинкових (Scincidae). Ендемік Філіппін.

## Поширення і екологія
Brachymeles talinis мешкають на островах Негрос (зокрема, в заповіднику Балінсасаяо-Твін-Лейкс та на горі Талініс в горах Куернос-де-Негрос), Панай, Сібуян, Таблас, Карабао, Ромблон і Себу, можливо, також на острові Гуймарас. Вони живуть у вологих рівнинних і гірських тропічних лісах, у вторинних лісах та на плантаціях. Зустрічаються на висоті до 1600 м над рівнем моря.